# 六氟锑酸铜
六氟锑酸铜是一种无机化合物，化学式为Cu(SbF6)2。它对水敏感，痕量的水会使其水解，生成H3OSbF6、H3OSb2F11及H3OCu(SbF6)3。它也对OH−敏感。可用作有机反应的催化剂。

## 制备
六氟锑酸铜可由六氟锑酸银和溴化铜在二氯甲烷（DCM）中反应得到：
2 AgSbF6 + CuBr2 → 2 AgBr + Cu(SbF6)2
六氟锑酸铜也可以由氟磺酸铜在五氟化锑中于50 °C发生溶剂分解反应得到：
Cu(SO3F)2 + 6 SbF5 → Cu(SbF6)2 + 2 Sb2F9SO3F
氟化铜和五氟化锑在无水氟化氢或二氧化硫中反应也能生成六氟锑酸铜：
CuF2 + 2 SbF5 → Cu(SbF6)2
六氟锑酸铜六水合物可以在丙酮中结晶，经五氧化二磷干燥得到。

## 拓展阅读
- A.F. Clifford, H.C. Beachell, W.M. Jack. . Journal of Inorganic and Nuclear Chemistry: 57–70.   [2018-04-12]. doi:10.1016/0022-1902(57)80081-5.